# 田桥街道
田桥乡，是中华人民共和国安徽省阜阳市临泉县下辖的一个乡镇级行政单位。

## 行政区划
田桥乡下辖以下地区：
前王村、大王村、满楼村、八里村、代营村、蒋寨村、中李村、李营村、前寨村、孙庄村、南张庄村、于营村和大谢村。